# Dhurata Dora
Dhurata Dora, de son vrai nom Dhurata Murturi, est une chanteuse et auteur-compositrice albanaise, née le 24 décembre 1992 à Nuremberg (Allemagne) résidant au Kosovo.
Sa popularité dépasse les frontières de l'Albanie et du Kosovo, notamment grâce au titre A bombi en 2014, mais surtout avec son duo avec Soolking en 2019 sur le titre Zemër.

## Biographie
Dhurata Dora est née le 24 décembre 1992 dans la ville bavaroise de Nuremberg sous le nom de Dhurata Murturi dans une famille albanaise,,. Elle commence sa carrière musicale en Albanie sous le nom de Dhurata Dora, où elle sort son premier single et son premier clip en 2011, Vete kërkove. Après le succès de ce titre, elle collabore avec le producteur de musique et artiste Don Arbas pour la chanson Get Down en 2012 qui connait une plus grande popularité[source secondaire souhaitée]. L'année suivante, elle lance I Like Dat, puis durant l'été 2013, la chanson à succès Edhe Pak avec Blunt & Real et Lumi B.
En novembre 2014, le single A bombi sort. La chanson est rapidement devenue populaire (29 millions de vues sur YouTube en mars 2016) lui permet de gagner en popularité en dehors des frontières de l'Albanie et du Kosovo[source secondaire souhaitée]. Au printemps 2015, Dhurata Dora a commencé à travailler avec la société de production Max Production Albania.
En 2019, une collaboration avec l'artiste Soolking sur le titre Zemër rencontre un succès important en Albanie et au Kosovo, mais également sur le plan international,, se classant 42e des ventes 2019 de single en France, 13e en Suisse. Le clip Zemër dépasse les 360 millions de vue sur la plate-forme YouTube en décembre 2019, elle est la cinquième vidéo la plus vue sur youtube en 2019.
En 2019, Dhurata Dora participe à un featuring sur le titre Te Quiero de l'album réédité de Gims, Ceinture Noire et en 2021, avec une nouvelle collaboration sur le titre Only You de Gims,,,,.

## Discographie

### Album studio
| Titre   | Détails de l'album                                            | Meilleure position | Meilleure position | Ventes | Certifications |
| Titre   | Détails de l'album                                            | SUI                | AUT                | Ventes | Certifications |
| ------- | ------------------------------------------------------------- | ------------------ | ------------------ | ------ | -------------- |
| Dhurata | - Date de sortie : 3 mars 2023 - Label : Epic Records Germany | 8                  | 40                 | —      | —              |

### EPs
- 2024 : Vera Mety

### Singles
- 2011 : Vetë kërkove
- 2011 : Intervista Me
- 2012 : Ska Limit (feat. 2ton)
- 2012 : Get Down (feat Don Arbas)
- 2012: Swim Good
- 2013: Dance Flo'  (feat. Libri & Soulkid)
- 2013 : I Like Dat
- 2013 : Edhe Pak (feat. Blunt & Real, Lumi B)
- 2013: 1000 Kilometra
- 2014 : Roll (feat. Young Zerka)
- 2014: Nice & Slow
- 2014 : A bombi
- 2015 : Ti don
- 2015 : Shumë ON
- 2016 : Numrin e ri
- 2016 : Bongo (feat. Capital T)
- 2016 : Vec ty
- 2016 : Ayo
- 2017 : Simpatia (feat. Lumi B)
- 2017 : Bubble
- 2017 : Kesh Kesh
- 2018 : Trendafil (feat. Flori Mumajesi)
- 2018 : Jake Jake
- 2018 : Qikat e mia
- 2019 : Zemër (feat. Soolking)[5]
- 2019 : 100shkallë
- 2020 : LASS LOS (feat. Azet)
- 2020 : Ferrari
- 2020 : Fajet (feat. Azet)
- 2020: Harrom
- 2021 : Only You (feat. Gims)
- 2021 : Mi Amor (feat. Noizy)
- 2021 : Criminal
- 2022 : Sa m'ke mungu
- 2022 : Gajde (feat. Elvana Gjata)
- 2022 : Adrenalina (feat. Luciano)
- 2022 :  Oeo (feat. Azet & Zuna)
- 2023 : Yummy (feat. INNA & Stefflon don)
- 2023 : Sonne
- 2023 : Besame
- 2023: DHURATA
- 2023 : Rrotullo (feat. Elvana Gjata)
- 2023: Genau So (feat. Bausa)
- 2023 : Kallma (feat. Noizy)
- 2023 : PA MU
- 2023 : Palma (feat. Raf Camora)
- 2023 : Lej (feat. Don Xhoni)
- 2024 : Sheqer
- 2024 : Chaos (feat. LEA)
- 2024 : Tortura (feat. Mc Kresha & Lyrical Son)
- 2024 : Vera Mety [EP] (feat. Yll Limani)
- 2024 : Te Quiero (feat. Murda)
- 2024 : Kef Halak (feat. Stefania)
- 2024 : Ha Ha
- 2025 : Fallad i Veres (feat. Mc Kresha & Lyrical Son)
- 2025 : Vonë
- 2025 : Qaje (feat. Any Gonzalez)